# Al-Chuwajtila
Al-Chuwajtila – miejscowość w Syrii, w muhafazie Ar-Rakka, w dystrykcie Tall Abjad. W 2004 roku liczyła 1580 mieszkańców.